# Brejówka
Brejówka (743 m) – wzgórze w miejscowości Glinka w województwie śląskim, w powiecie żywieckim, w gminie Ujsoły. Należy do Grupy Oszusa w Beskidzie Żywiecko-Kisucki. Znajduje się w widłach potoków Cicha, Glinka i Smerekówka Wielka, w zakończeniu północno-zachodniego grzbietu Smerekowa Wielkiego tworzącego orograficznie prawe zbocza doliny potoku Cicha. Na mapie Geoportalu Brejówka ma nazwę Pętkówka i wysokość 745 m. Wzgórze jest w większości porośnięte lasem, ale na wschodnich i południowych stokach znajdują się liczne i zarastające polany miejscowości Glinka.
U podnóży Brejówki, w dolinie potoku Glinka, naprzeciwko nieczynnego kamieniołomu, znajduje się pole biwakowe „Biwak pod Skałką”.